# Decibel (rivista)
Decibel è una rivista mensile heavy metal fondata nel 2004 negli Stati Uniti da Albert Mudrian che tratta di musica extreme metal.

## DecibelHall of Fame

### 2004
- Slayer "Reign in Blood" (November)

### 2005
- At the Gates "Slaughter of the Soul" (March)
- Sepultura "Roots" (April)
- Life of Agony "River Runs Red" (May)
- Paradise Lost "Gothic" (June)
- Anthrax "Among the Living" (July)
- Entombed "Left Hand Path" (August)
- Carcass "Necroticism: Descanting the Insalubrious" (September)
- Atheist "Unquestionable Presence" (October)
- Botch "We Are the Romans" (November)
- Emperor "In the Nightside Eclipse" (December)

### 2006
- Cathedral "Forest of Equilibrium" (February)
- Sleep "Jerusalem" (March)
- Morbid Angel "Altars of Madness" (April)
- My Dying Bride "Turn Loose the Swans" (May)
- Eyehategod "Take as Needed for Pain" (June)
- Deadguy "Fixation on a Coworker" (July)
- Brutal Truth "Need to Control" (August)
- Rollins Band "The End of Silence" (September)
- Monster Magnet "Dopes to Infinity" (October)
- Meshuggah "Destroy Erase Improve" (November)
- The Dillinger Escape Plan "Calculating Infinity" (December)

### 2007
- Only Living Witness "Prone Mortal Form" (January)
- Celtic Frost "Morbid Tales" (February)
- Darkthrone "A Blaze in the Northern Sky" (March)
- Cryptic Slaughter "Money Talks" (April)
- Obituary "Cause of Death" (May)
- Quicksand "Slip" (June)
- Cave In "Until Your Heart Stops" (July)
- Bad Brains "Bad Brains" (August)
- Electric Wizard "Dopethrone" (September)
- Immortal "At the Heart of Winter" (October)
- Katatonia "Brave Murder Day" (November)
- Diamond Head "Lightning to the Nations" (December)

### 2008
- Converge "Jane Doe" (January)
- Opeth "Orchid" (February)
- Coalesce "0:12 Revolution in Just Listening" (March)
- Mastodon "Remission" (April)
- Napalm Death "Scum" (May)
- Cannibal Corpse "Tomb of the Mutilated" (June)
- Down "NOLA" (July)
- Repulsion "Horrified" (August)
- Black Sabbath "Heaven and Hell" (September)
- Testament "The Legacy" (October)
- Kyuss "Welcome to Sky Valley" (November)
- Metallica "...And Justice for All" (December)

### 2009
- Candlemass "Nightfall" (January)
- Incantation "Onward to Golgotha" (February)
- Discordance Axis "The Inalienable Dreamless" (March)
- Autopsy "Mental Funeral" (April)
- Suffocation "Effigy of the Forgotten" (May)
- Nile "Amongst the Catacombs of Nephren-Ka" (June)
- Stormtroopers of Death "Speak English or Die" (July)
- Judge "Bringin' It Down" (August)
- D.R.I. "Dealing with It!" (September)
- Cynic "Focus" (October)
- Accept "Restless and Wild" (November)
- Trouble "Psalm 9" (December)

### 2010
- Watchtower "Control and Resistance" (January)
- Enslaved "Frost" (February)
- Saint Vitus "Born Too Late" (March)
- Dark Tranquillity "The Gallery" (April)
- Motörhead "Ace of Spades" (May)
- Pentagram "Relentless" (June)
- Type O Negative "Bloody Kisses" (July)
- Dismember "Like an Ever Flowing Stream" (August)
- Refused "The Shape of Punk to Come" (September)
- Amorphis "Tales from the Thousand Lakes" (October)